# Clariant
Clariant AG er en schweizisk multinational kemivirksomhed, der blev etableret i 1995 efter et spin-off fra Sandoz. De har fire primære forretningsområder: Care-kemi (forbruger og industri); katalyse; naturressourcer (olie, minedrift og mineraler); samt plastik og overfladebehandling. De har hovedkvarter i Muttenz. De har 110 datterselskaber fordelt på 53 lande.